# Sandemar (ort)
Sandemar är en ort i Österhaninge socken och Haninge kommun på Södertörn. Genom orten leder Dalarövägen. Sandemar är även namnet på en busshållplats för linjerna 839 och 869.
Fram till 2010 räknade SCB Sandemar som en småort.

## Historia
Ortens domineras av Sandemar slott med den välbevarade herrgårdsbebyggelsen från slutet av 1600-talet. Slottet är en anläggning i karolinsk stil, arkitekten är okänd men arkitekturen anses bära prägel av Nicodemus Tessin d.ä. Gården undgick ryska härjningarna 1719–1721, sannolikt genom den avskräckande verkan som den närbelägna Dalarö skans hade. Under 1500-talet är ägarförhållandena okända. På 1600-talet tillhörde Sandemar medlemmar av ätterna Oxenstierna, Bonde och Falkenberg. Lagman Carl Wattrang (död 1749) gjorde Sandemar till fideikommiss för släkten Wattrang på 1730-talet. Från 1827 fram till år 2006 ägdes gården av släkten Braunerhielm.